# Psectrosema
Psectrosema is een muggengeslacht uit de familie van de galmuggen (Cecidomyiidae).

## Soorten
- P. acuticorne Gagne, 1996
- P. album Gagne, 1996
- P. nigrum Gagne, 1996
- P. provinciale Kieffer, 1912
- P. tamaricis (Stefani, 1902)